# سنت. کلایر شورز (میشیگان)
سنت. کلایر شورز، میشیگان (به انگلیسی: St. Clair Shores, Michigan) یک شهر در ایالات متحده آمریکا با جمعیت ۵۹٬۷۱۵ نفر است که در میشیگان واقع شده‌است.

## موقعیت جغرافیایی
موقعیت جغرافیایی شهرها و مناطق اطراف به شرح زیر است: